# فرنسيس بيرتيلوت
فرنسيس بيرتيلوت (بالفرنسية: Francis Berthelot)‏ هو كاتب وكيميائي وعالم كيمياء حيوية فرنسي، ولد في 27 يوليو 1946 في باريس في فرنسا.